# Prémios Screen Actors Guild 2017
Os Prémios Screen Actors Guild 2017 (no original em inglês 23rd Screen Actors Guild Awards) foi o 23.º evento promovido pelo sindicato americano de actores Screen Actors Guild onde foram premiados os melhores actores e actrizes e também elencos em cinema e televisão de 2016.
A cerimónia de entrega dos prémios realizou-se em 29 de Janeiro de 2017 e foi transmitida em directo pelas cadeias de televisão TNT e TBS. Os nomeados nas diversas categorias foram anunciados a 14 de Dezembro de 2016.

## PrémioScreen Actors Guild Life Achievement

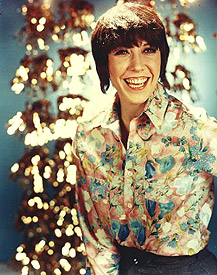
Lily Tomlin homenageada com o Prémio Screen Actors Guild Life Achievement

Em 4 de Agosto de 2016 foi anunciado que a actriz Lily Tomlin receberá o Prémio Screen Actors Guild Life Achievement.

## Vencedores e nomeados

### Cinema
| Melhor Actor principal Denzel Washington – Fences como Troy Maxson - Casey Affleck – Manchester by the Sea como Lee Chandler - Andrew Garfield – Hacksaw Ridge como Desmond Doss - Ryan Gosling – La La Land como Sebastian Wilder - Viggo Mortensen – Captain Fantastic como Ben Cash | Melhor Actriz principal Emma Stone – La La Land como Mia Dolan - Amy Adams – Arrival como Drª. Louise Banks - Emily Blunt – The Girl on the Train como Rachel Watson - Natalie Portman – Jackie como Jackie Kennedy - Meryl Streep – Florence Foster Jenkins como Florence Foster Jenkins |
| Melhor Actor secundário Mahershala Ali – Moonlight como Juan - Jeff Bridges – Hell or High Water como Marcus Hamilton - Hugh Grant – Florence Foster Jenkins como St. Clair Bayfield - Lucas Hedges – Manchester by the Sea como Patrick Chandler - Dev Patel – Lion como Saroo Brierley | Melhor Actriz secundária Viola Davis – Fences como Rose Maxson - Octavia Spencer – Hidden Figures como Dorothy Vaughan - Nicole Kidman – Lion como Sue Brierley - Naomie Harris – Moonlight como Paula - Michelle Williams – Manchester by the Sea como Randi                             |
| Melhor Elenco Hidden Figures – Mahershala Ali, Kevin Costner, Kirsten Dunst, Taraji P. Henson, Aldis Hodge, Janelle Monáe, Jim Parsons, Glen Powell e Octavia Spencer - Captain Fantastic – Annalise Basso, Shree Crooks, Ann Dowd, Kathryn Hahn, Nicholas Hamilton, Samantha Isler, Frank Langella, George MacKay, Erin Moriarty, Viggo Mortensen, Missi Pyle, Charlie Shotwell e Steve Zahn - Fences – Jovan Adepo, Viola Davis, Stephen Henderson, Russell Hornsby, Saniyya Sidney, Denzel Washington e Mykelti Williamson - Manchester by the Sea – Casey Affleck, Matthew Broderick, Kyle Chandler, Lucas Hedges, Gretchen Mol e Michelle Williams - Moonlight – Mahershala Ali, Naomie Harris, André Holland, Jharrel Jerome, Janelle Monáe, Trevante Rhodes e Ashton Sanders | |
| Melhor Elenco de Duplos Hacksaw Ridge - Captain America: Civil War - Doctor Strange - Nocturnal Animals - Jason Bourne | |

#### Filmes com múltiplas nomeações
9 filmes receberam múltiplas nomeações:
| Nomeações | Filmes                  |
| --------- | ----------------------- |
| 4         | Manchester by the Sea   |
| 3         | Fences                  |
| 3         | Moonlight               |
| 2         | Hidden Figures          |
| 2         | Captain Fantastic       |
| 2         | Florence Foster Jenkins |
| 2         | Lion                    |
| 2         | Hacksaw Ridge           |
| 2         | La La Land              |

### Televisão
| Melhor Actor em mini-série ou filme para televisão Bryan Cranston – All the Way como Presidente Lyndon B. Johnson - Riz Ahmed – The Night Of como como Nasir "Naz" Khan - Sterling K. Brown – The People v. O.J. Simpson: American Crime Story como Christopher Darden - John Turturro – The Night Of como John Stone - Courtney B. Vance – The People v. O.J. Simpson: American Crime Story como Johnnie Cochran | Melhor Actriz em mini-série ou filme para televisão Sarah Paulson – The People v. O.J. Simpson: American Crime Story como Marcia Clark - Bryce Dallas Howard – Black Mirror como Lacie Pound - Felicity Huffman – American Crime como como Barbara Hanlon - Audra McDonald – Lady Day at Ermerson's Bar & Grill como Billie Holiday - Kerry Washington – Confirmation como Anita Hill |
| Melhor Actor em série dramática John Lithgow – The Crown como Winston Churchill - Sterling K. Brown – This Is Us como Randall Pearson - Peter Dinklage – Game of Thrones como Tyrion Lannister - Rami Malek – Mr. Robot como Elliot Alderson - Kevin Spacey – House of Cards como Frank Underwood | Melhor Actriz em série dramática Claire Foy – The Crown como a Rainha Elizabeth II - Millie Bobby Brown – Stranger Things como Eleven - Thandie Newton – Westworld como Maeve Millay - Winona Ryder – Stranger Things como Joyce Byers - Robin Wright – House of Cards como Claire Underwood                                                                                          |
| Melhor Actor em série de comédia William H. Macy – Shameless como Frank Gallagher - Anthony Anderson – Black-ish como Andre "Dre" Johnson Sr - Tituss Burgess – Unbreakable Kimmy Schmidt como Titus Andromedon - Ty Burrell – Modern Family como Phil Dunphy - Jeffrey Tambor – Transparent como Maura Pfefferman | Melhor Actriz em série de comédia Julia Louis-Dreyfus - Veep como Selina Meyer - Uzo Aduba – Orange Is the New Black como Suzanne "Crazy Eyes" Warren - Jane Fonda – Grace and Frankie como Grace - Ellie Kemper – Unbreakable Kimmy Schmidt como Kimmy Schmidt - Lily Tomlin – Grace and Frankie como Frankie                                                                        |
| Melhor Elenco em série dramática Stranger Things – Millie Bobby Brown, Cara Buono, Joe Chrest, Natalia Dyer, David Harbour, Charlie Heaton, Joe Keery, Gaten Matarazzo, Caleb McLaughlin, Matthew Modine, Rob Morgan, John Paul Reynolds, Winona Ryder, Noah Schnapp, Mark Steger e Finn Wolfhard - The Crown – Claire Foy, Clive Francis, Harry Hadden-Paton, Victoria Hamilton, Daniel Ings, Billy Jenkins, Vanessa Kirby, John Lithgow, Lizzy McInnerny, Ben Miles, Jeremy Northam, Nicholas Rowe, Matt Smith, Pip Torrens e Harriet Walter - Downton Abbey – Hugh Bonneville, Laura Carmichael, Jim Carter, Raquel Cassidy, Brendan Coyle, Michelle Dockery, Kevin Doyle, Joanne Froggatt, Lily James, Rob James-Collier, Allen Leech, Phyllis Logan, Elizabeth McGovern, Sophie McShera, Lesley Nicol, Julian Ovenden, Maggie Smith e Penelope Wilton - Game of Thrones – Alfie Allen, Ian Beattie, John Bradley-West, Gwendoline Christie, Emilia Clarke, Michael Condron, Nikolaj Coster-Waldau, Ben Crompton, Liam Cunningham, Stephen Dillane, Peter Dinklage, Natalie Dormer, Nathalie Emmanuel, Tara Fitzgerald, Jerome Flynn, Brian Fortune, Joel Fry, Aidan Gillen, Iain Glen, Kit Harington, Lena Headey, Michiel Huisman, Hannah Murray, Brenock O'Connor, Daniel Portman, Iwan Rheon, Owen Teale, Sophie Turner, Carice van Houten, Maisie Williams e Tom Wlaschiha - Westworld – Ben Barnes, Ingrid Bolsø Berdal, Ed Harris, Luke Hemsworth, Anthony Hopkins, Sidse Babett Knudsen, James Marsden, Leonardo Nam, Thandie Newton, Talulah Riley, Rodrigo Santoro, Angela Sarafyan, Jimmi Simpson, Ptolemi Slocum, Evan Rachel Wood e Shannon Woodward | |
| Melhor Elenco em série de comédia Orange Is the New Black – Uzo Aduba, Mike Birbiglia, Marsha Stephanie Blake, Danielle Brooks, Laverne Cox, Jackie Cruz, Catherine Curtin, Lea Delaria, Beth Fowler, Kimiko Glenn, Annie Golden, Diane Guerrero, Michael J. Harney, Vicky Jeudy, Lauren Lapkus, Selenis Leyva, Taryn Manning, Joel Marsh Garland, Adrienne C. Moore, Kate Mulgrew, Emma Myles, Matt Peters, Lori Petty, Jessica Pimentel, Dascha Polanco, Laura Prepon, Elizabeth Rodriguez, Ruby Rose, Nick Sandow, Abigail Savage, Taylor Schilling, Constance Shulman, Dale Soules, Yael Stone e Samira Wiley - The Big Bang Theory – Mayim Bialik, Kaley Cuoco, Johnny Galecki, Simon Helberg, Kunal Nayyar, Jim Parsons e Melissa Rauch - Black-ish – Anthony Anderson, Miles Brown, Deon Cole, Laurence Fishburne, Jenifer Lewis, Peter Mackenzie, Marsai Martin, Jeff Meacham, Tracee Ellis Ross, Marcus Scribner e Yara Shahidi - Modern Family – Aubrey Anderson-Emmons, Julie Bowen, Ty Burrell, Jesse Tyler Ferguson, Nolan Gould, Sarah Hyland, Ed O'Neill, Rico Rodriguez, Eric Stonestreet, Sofía Vergara e Ariel Winter - Veep – Diedrich Bader, Sufe Bradshaw, Anna Chlumsky, Gary Cole, Kevin Dunn, Tony Hale, Hugh Laurie, Julia Louis-Dreyfus, Phil Reeves, Sam Richardson, Reid Scott, Timothy Simons, Sarah Sutherland e Matt Walsh | |
| Melhor Elenco de Duplos Game of Thrones - Daredevil - Luke Cage - The Walking Dead - Westworld | |

#### Séries com múltiplas nomeações
13 séries receberam múltiplas nomeações:
| Nomeações | Séries                                           |
| --------- | ------------------------------------------------ |
| 3         | Game of Thrones                                  |
| 3         | The Night Of                                     |
| 3         | The People v. O.J. Simpson: American Crime Story |
| 3         | Stranger Things                                  |
| 3         | Westworld                                        |
| 3         | The Crown                                        |
| 2         | Unbreakable Kimmy Schmidt                        |
| 2         | House of Cards                                   |
| 2         | Black-ish                                        |
| 2         | Grace and Frankie                                |
| 2         | Veep                                             |
| 2         | Modern Family                                    |
| 2         | Orange Is the New Black                          |